# Zosterops ponapensis
Zosterops ponapensis — вид воробьиных птиц из семейства белоглазковых. Ранее считался конспецифичным с Zosterops cinereus. Подвидов не выделяют.

## Распространение
Эндемики острова Понпеи (Микронезия), что отражено и в видовом названии. Естественной средой обитания являются субтропические и тропические влажные равнинные леса. Наблюдают этих птиц и в садах.

## Описание
Длина тела 10-11 см. Один взвешенный самец весил 11.2 г. Окрас пепельно-серо-коричневый.

## Биология
Питаются небольшими ягодами с крупными семенами, семенами, а также насекомыми.

## Охранный статус
МСОП присвоил виду охранный статус LC.